# Lera Loeb
Pour les articles homonymes, voir Loeb et Sorokine.
Lera Loeb (née Valeriya Sorokina, en ukrainien : Валерiя Сорокіна) est une écrivaine, productrice et cinéaste ukrainienne.

## Biographie
Originaire de Dnipropetrovsk, en Ukraine, elle épouse le producteur de musique américain Steve Loeb. Elle vit à New York. Les écrits de Loeb ont fait l'objet de citations et d'analyses dans le magazine Elle.
Elle révèle en 2009 qu'elle était ce qu'on appelle communément une mariée par correspondance (en). L'affaire rendue publique a fait l'objet d'analyses sur les idées préconçues et les attitudes sociales aux États-Unis sur les cas des épouses par correspondance.